# Rivière Piponisiw
La rivière Piponisiw est un tributaire du lac Simard situé dans la partie ouest du réservoir Gouin, coulant entièrement en zone forestière dans la ville de La Tuque, dans la région administrative de la Mauricie, au Québec, au Canada.
La rivière Piponisiw coule entièrement dans le canton de Lacasse. La foresterie constitue la principale activité économique de cette vallée ; les activités récréotouristiques, en second.
La vallée de la rivière Piponisiw est desservie par la route R1045 (sens est-ouest) qui relie les routes forestières R1009 (sens nord-sud) située du côté ouest du réservoir Gouin et la R2046 (sens nord-sud) qui mène vers le sud au village d’Obedjiwan. Cette route R1045 contourne la partie nord du lac Irinikew Octikwan, coupe la rivière Piponisiw au sud du lac de tête et se dirige vers le nord-est en passant au nord du lac Lacasse et du lac Masko Oponapananik.
La surface de la rivière Piponisiw est habituellement gelée de la mi-novembre à la fin avril, toutefois la circulation sécuritaire sur la glace se fait généralement du début décembre à la fin de mars.

## Géographie
Les bassins versants voisins de la rivière Piponisiw sont :
- côté nord : lac de la rencontre, rivière Pascagama ;
- côté est : lac du Mâle, lac Bourgeois, baie Thibodeau, lac Toussaint, lac Marmette ;
- côté sud : lac du Mâle, baie Wacapiskitek, baie Mattawa, baie Saraana ;
- côté ouest : ruisseau Plamondon, rivière Berthelot, rivière Pascagama, rivière Mégiscane.

La rivière Piponisiw prend naissance à l’embouchure d’un lac non identifié (longueur : 1,7 km ; altitude :  419 m) en forme de Y. L’embouchure de ce lac de tête est située dans la partie Centre-Est du canton de Lacasse, à 0,8 km à l'ouest du sommet d’une montagne (altitude : 514 m). Cette embouchure est à :
- 6,1 km au nord de l’embouchure de la rivière Piponisiw (confluence avec le lac Simard) ;
- 6,3 km au nord-ouest de l’embouchure du lac Miller (confluence avec le lac du Mâle) ;
- 14,3 km à l'ouest de l’embouchure du lac Bourgeois ;
- 18,4 km à l'ouest du centre du village de Obedjiwan (situé sur une presqu’île de la rive nord du réservoir Gouin) ;
- 88,7 km à l'ouest du barrage Gouin érigé à l’embouchure du réservoir Gouin (confluence avec la rivière Saint-Maurice)[1].

À partir de l’embouchure du lac de tête, le cours de la rivière Piponisiw coule entièrement en zone forestière sur 7,2 km selon les segments suivants :
- 2,9 km vers le sud, notamment en traversant un lac non identifié (longueur : 1,6 km ; altitude : 414 m) formé par un élargissement de la rivière, jusqu’à son embouchure ;
- 2,6 km vers le sud, notamment en traversant un lac non identifié (longueur : 1,0 km ; altitude : 413 m), puis en traversant un second lac non identifié (longueur : 2,1 km ; altitude : 412 m) sur 1,1 km, jusqu’à son embouchure ;
- 1,7 km vers le sud-est en traversant un petit lac, jusqu’à l'embouchure de la rivière[2].

L’embouchure de la rivière Piponisiw est localisée à :
- 4,1 km au sud-est de l’embouchure du lac Miller (confluence avec le lac du Mâle ;
- 17,8 km au sud-est du centre du village de Obedjiwan lequel est situé sur une presqu’île de la rive nord du réservoir Gouin ;
- 86,6 km à l'ouest du barrage Gouin ;
- 133 km au nord-ouest du centre du village de Wemotaci (rive nord de la rivière Saint-Maurice) ;
- 223 km au nord-ouest du centre-ville de La Tuque[1].

L’embouchure de la rivière Piponisiw est située sur la rive nord du lac du Mâle. De là, le courant coule sur 94,6 km jusqu’au barrage Gouin, selon les segments suivants :
- 0,8 km vers l'est en traversant le lac Simard (longueur : km ; altitude : 402 km), jusqu’à son embouchure ;
- 3,7 km vers le nord-est en traversant le lac Miller (longueur : 3,3 km ; altitude : 402 km), jusqu’à son embouchure (confluence avec le lac du Mâle) ;
- 6,1 km vers l’est, en contournant une presqu’île par le sud et une île par le nord, jusqu’à l’embouchure du lac Bourgeois ;
- 2,1 km vers l'est en traversant le lac Toussaint, jusqu’au sud du village d’Obedjiwan ;
- 81,9 km vers l’est, en traversant le lac Marmette, puis vers le sud-est en traversant notamment le lac Brochu puis vers l'est en traversant la baie Kikendatch, jusqu’au barrage Gouin.

À partir de ce barrage, le courant emprunte la rivière Saint-Maurice jusqu’à Trois-Rivières.

## Toponymie
Cet hydronyme est d’origine autochtone.
Le toponyme rivière Piponisiw a été officialisé le 9 septembre 1981 à la Commission de toponymie du Québec.